# 우주망원경

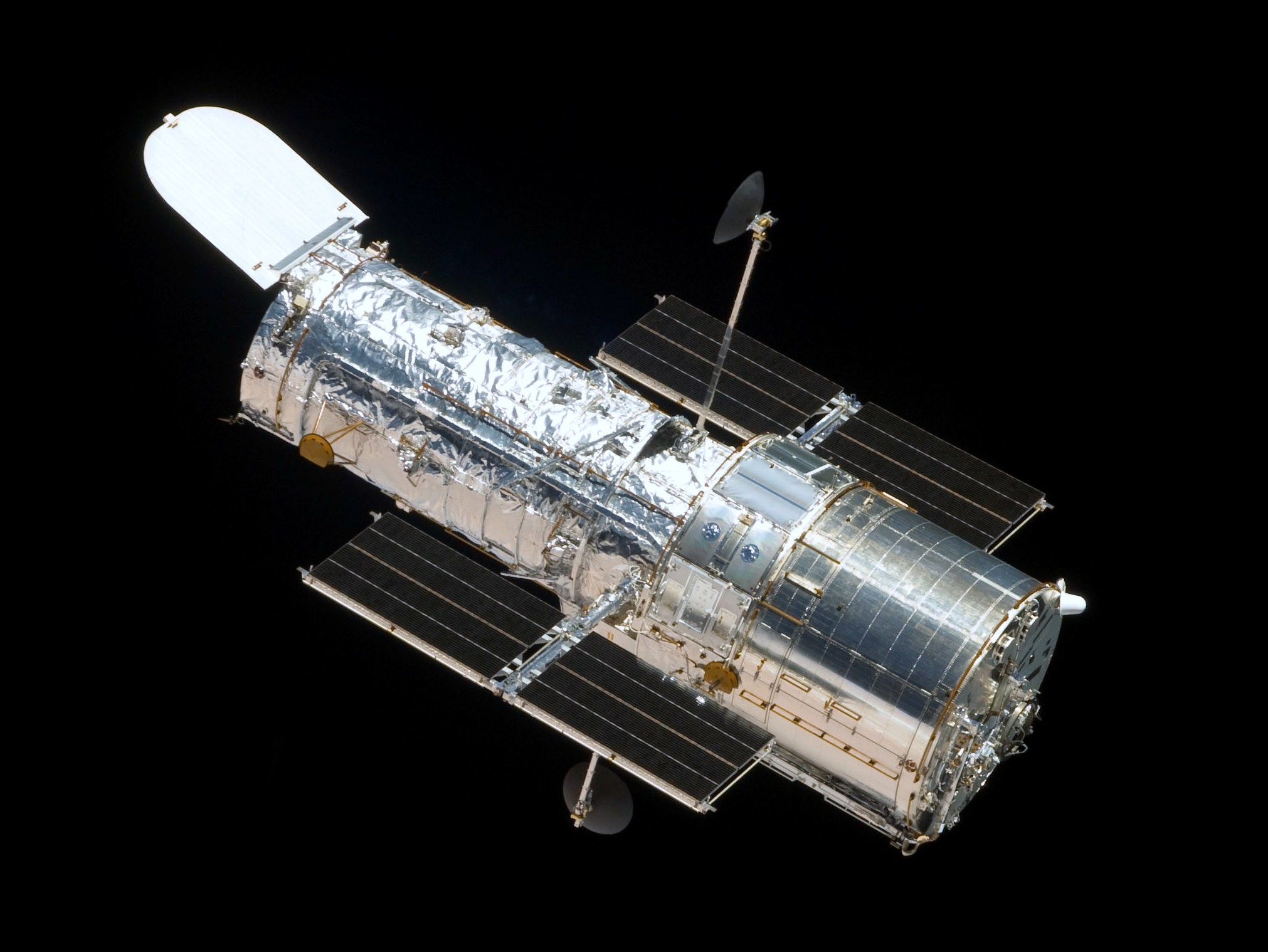
허블우주망원경의 모습

우주망원경(宇宙望遠鏡, Space Telescope)은 지구 대기권 바깥 우주 공간에 올려져서, 천문학 관측을 수행하는 일체의 과학 기기들을 가리킨다.
지구는 대기층에 둘러싸여 있으며, 빛이 외계로부터 지구로 도달하려면 지표면에 닿기 전에 대기층을 지나야 한다. 이때 대기층에 존재하는 기체들이 지구상에 존재하는 생명체에게 치명적인 X-선, 감마선, 자외선 등을 우주로부터 흡수하기 때문에, 단지 가시광선과 전파만이 대기를 투과해서 지상에 도달하게 된다. 이 덕분에 우리는 지구상에서 안전하게 살 수 있지만, 천체로부터 오는 빛 중 가시광선과 전파 영역을 제외한 다른 파장의 빛은 모두 대기에 의해서 차단 또는 흡수되어 관측할 수 없기 때문에, 지상에서의 관측만으로는 우주에 대한 모든 정보를 얻기가 어렵다. 또한, 대기가 흔들리는 현상 때문에 천체의 상이 원래보다 더 커지고 덜 선명하게 된다. 이런 문제점들을 극복하기 위해서 지구 대기권 밖 우주공간에서 관측을 수행함으로써 지구 대기 요동에 의한 화상 질 저하를 피할 수 있고, 지구 대기로 인한 관측 파장의 제한을 받지 않는다는 장점을 가지고 있다. 하지만, 지구상에 건설된 지상 망원경에 비해, 대개의 경우 최초 발사 후에 추가적인 정비와 업그레이드가 불가능하므로, 지상 망원경에 비해서 가동 기간이 짧다는 단점이 있다.

## 세계의 우주 망원경
역대 우주망원경
- 허블 우주 망원경(Hubble Space Telescope) - 미국 항공우주국(NASA)에 의해 1990년 4월 24일 발사되고 운용되는 광학 망원경이다. 이 망원경이 찍은 여러 천체 사진들로 인해, 허블 우주 망원경은 역사상 가장 유명한 천체 망원경이 됐다. 관측파장은 근자외선, 가시광선, 근적외선이고 대표 임무는 은하와 별 관측, 우주 팽창 증거 발견이다.
- 찬드라 엑스선 관측선(Chandra X-ray Observatory) - 미국 항공우주국(NASA)에 의해 1999년 7월 23일 발사되고 운용되는 우주망원경이다. 관측파장은 X선이고 대표 임무는 성운, 초신성, 퀘이사, 블랙홀 속 입자 등에서 방출된 X선 관측이다.
- 인테그랄 우주망원경(INTEGRAL) - 유럽 우주국(ESA)에 의해 2002년 10월 17일 발사되고 운용되는 우주망원경이다. 관측 파장은 감마선, X선, 가시광선이고 대표 임무는 초신성, 감마선 폭발, 블랙홀 관측이다.
- 스피처 우주 망원경(Spitzer Space Telescope) - 미국 항공우주국(NASA)에 의해 2003년 8월 25일 발사되고 운용되는 우주망원경이다. 관측 파장은 적외선이고 대표 임무는 우주 먼지와 가스에 가려진 열 관측이다.
- 은하진화탐사선(GALEX)- Galaxy Evolution Explorer의 머릿글자를 따서 명명된 자외선 우주 망원경으로, 2003년 4월에 발사되었다. 미항공우주국 산하 제트추진연구소와 캘리포니아 공대, 한국의 연세대학교 및 다수의 연구 기관이 참여하여 제작한 망원경이다.
- 과학기술위성 1호 - 2003년 9월에 러시아의 발사체를 이용해서 발사된 우주망원경으로서 FIMS(Far Ultraviolet Imaging Spectrograph)라는 자외선 관측 장비를 탑재하고 있다. 한국천문연구원, 한국과학기술원, 미국 캘리포니아 버클리 대학이 공동 개발하였다.
- 아카리(AKARI) - 일본의 우주항공개발기구(JAXA) 산하 우주과학연구본부(ISAS)이 중심이 되어 제작한 적외선 우주망원경으로, 2006년 2월에 발사되었다. 한국의 서울대학교, 유럽 우주국(ESA) 및 유럽 대학 컨소시엄이 참여하였다.
- 페르미 우주망원경(FGST) - 미국 항공우주국(NASA)에 의해 2008년 6월 11일 발사되고 운용되는 우주망원경이다. 관측 파장은 감마선이고 대표 임무는 활동은하핵 등 고에너지 천체와 블랙홀 제트 탐사이다.
- 케플러 우주망원경 - 2009년 3월 6일 발사되어 지구와 비슷한 외계 행성을 찾는 임무를 맡았다.
- 허셜 우주망원경 - 유럽 우주국(ESA)에 의해 2009년 5월 14일에 발사되었다. 플랑크 우주망원경과 함께 아리안 4 로켓으로 발사되었다. 허셸 우주 망원경은 원적외선과 밀리미터파 이하(sub milimeter)의 영역을 연구하게 된다.
- 플랑크 우주망원경(Planck) - 유럽 우주국(ESA)에 의해 2009년 5월 14일에 발사되었다. 허셀 우주망원경과 함께 아리안 4 로켓으로 발사되었다. 관측 파장은 적외선 마이크로파이고 대표 임무는 우주배경복사(CMB) 관측이다.
- 와이즈(WISE) - 미국 항공우주국(NASA)에 의해 2009년 12월 14일 발사되고 운용되는 우주망원경이다. 관측 파장은 적외선이고 대표 임무는 소행성, 혜성, 왜성 등 태양계 지구 근접 천체 발견이다.
- 라디오아스트론(RadioAstron) - 러시아천체과학센터(ASC)에 의해 2008년 6월 11일 발사되고 운용되는 우주망원경이다. 관측 파장은 전파이고 대표 임무는 전파간섭계 기술을 이용해 블랙홀 및 은하 등의 구조와 암흑물질 탐사이다.
- 과학기술위성 3호 - 2012년 11월말 발사된, 대한민국이 제작한 세 번째 우주 망원경이다. 주탑재체로 한국 천문 연구원이 개발한 미리스(Multi-purpose Infrared Imaging System)가 실려있다. 미리스는 아카리보다 짧은 1~2마이크로미터의 파장 대역으로 우리 은하면 관측과 우주 적외선 배경 복사를 관측하였다.
- 히사키(Hisaki·APRINT-A) - 일본항공우주개발기구(JAXA)에 의해 2013년 9월 14일 발사되고 운용되는 우주망원경이다. 관측 파장은 극자외선이고 대표 임무는 목성의 플라스마 에너지 관측, 태양계 초기 환경 연구, 지구형 행성의 대기 유출 측정이다.
- 아스트로샛(Astrosat) - 인도우주연구기구(ISRO)에 의해 1999년 7월 23일 발사되고 운용되는 우주망원경이다. 관측 파장은 X선, 자외선, 가시광선이고 대표 임무는 블랙홀과 중성자별, 은하단 등을 관측하는 것이다.
- 테스(TESS) - 미국 항공우주국(NASA)에 의해 2018년 4월 18일 발사되고 운용되는 우주망원경이다. 관측 파장은 가시광선, 근적외선이고 대표 임무는 태양과 같은 항성을 공전하는 외계행성 탐사이다.
- 제임스 웹 우주 망원경(James Webb Space Telescope) - 2021년 미국항공우주국에 의해서 발사된 우주망원경으로 허블 우주 망원경을 이을 차세대 우주 망원경이다. 다만, 자외선부터 광학에 이르는 허블 우주 망원경의 관측 파장대와는 좀 다르게, 적외선 파장대의 관측을 주로 할 예정이다.

계획 중인 우주 망원경
- 아몬라(AMONRA) - 연세대 자외선우주망원경연구단이 개발 중이며 2012년경 발사되어 지상 150만 km 상공에 위치할 우주 망원경이다. 단, 관찰 대상은 우주가 아닌 지구다. 지구에서 반사되는 적외선을 측정하여 지구 온난화 정도를 측정할 예정이다.
- 유포(UFFO: Ultra-Fast Flash Observatory) - 한국(성균관대, 삼성전자 이미지사업부, 한국생산기술연구원, 연세대), 스페인(IAA-CSIC, Univ. of Valencia), 타이완(NTU, NCU, NSPO), 덴마크(DTU), 러시아(Moscow State Univ.)가 공동으로 개발하였으며, 첫 망원경인 유포-pathfinder는 2016년 4월 28일, 러시아 Vostochny 우주기지에서 Soyuz 2.1a에 실려 성공적으로 발사되었다. 유포 감마선폭발 관측 망원경은, NASA의 스위프트 위성의 X-선 탐지후 1분 걸리는 UV/optical 관측을 유포는 1초까지 앞당겨 초기광(early photons)의 포착을 주 목표로 하고 있다.
- 세계 우주 망원경(World Space Observatory)이 2010년 이후 발사되어 제임스 웹 우주 망원경이 대체하지 못하는 허블 우주 망원경의 자외선 관측 기능을 제공할 예정이다.
- 스피카(SPICA) - 일본에서 계획 중인 적외선 관측 우주 망원경으로서, 약 2m 이상의 주경을 탑재할 계획이다.
- 첨단기술 대구경 우주망원경(Advance Technology Large Aperture Space Telescope) - 현재 기획 단계에 있는 우주망원경으로서, 제작이 된다면 진정한 허블 우주 망원경의 후계자가 될 우주 망원경이다. 8m 단일 거울, 혹은 16m segmented 거울 중 한 가지로 제작할 것을 검토하고 있으며, 자외선에서 적외선까지의 파장 영역을 담당한다. 승인이 돼서 제작이 된다면 2020년 전후에 가동될 것으로 예상된다.

## 같이 보기
- 천문대